# Myrmothera
A Myrmothera a madarak osztályának verébalakúak (Passeriformes) rendjébe és a hangyászpittafélék (Grallariidae) családjába családjába tartozó nem.

## Rendszerezésük
A nemet Louis Pierre Vieillot írta le 1816-ban, az alábbi 2 faj tartozik ide:
- Myrmothera campanisona
- Myrmothera simplex

## Előfordulásuk
Dél-Amerika északi részén honosak. A természetes élőhelyük szubtrópusi és trópusi esőerdők. Állandó, nem vonuló fajok.

## Megjelenésük
Átlagos testhosszuk 15-16 centiméter közötti.